# Colias erate
Colias erate é uma borboleta da família Pieridae. Encontra-se desde o sudeste da Europa, através da Turquia sobre a Ásia central e até ao Japão e Taiwan. Ao sul, a sua área estende-se até à Somália e à Etiópia. A espécie foi descrita pela primeira vez por Eugenius Johann Christoph Esper, em 1805.

A envergadura é de 23 a 26 mm. A borboleta voa em Maio e Setembro, em duas gerações.